# Ever So Nice
Ever So Nice – dwudziesty trzeci album studyjny Sizzli, jamajskiego wykonawcy muzyki reggae i dancehall.
Płyta ukazała się w roku 2003 własnym sumptem wokalisty, jedynie w postaci ograniczonego nakładu testowego płyt winylowych bez oznaczenia labelu (nigdy nie została później wydana w nakładzie komercyjnym, co czyni z niej rzadki okaz kolekcjonerski). Produkcją nagrań zajął się sam Sizzla.

## Lista utworów

### Strona A
1. "Come On"
2. "So Hype"
3. "Ram Up Di Place"
4. "Live for"
5. "Ever So Nice"
6. "In the Mood"

### Strona B
1. "Know Yourself"
2. "We've Made It"
3. "Make the Best"
4. "Don't Trouble Us"
5. "Live & Love"
6. "Wiser"